# Área de Conservação da Paisagem de Nõmme-Mustamäe
A Área de Conservação da Paisagem de Nõmme-Mustamäe é um parque natural localizado no Condado de Harju, na Estónia.
A área do parque natural é de 201 hectares.
A área protegida foi fundada em 2004 para proteger formações geológicas (incluindo charnecas de Nõmme e encostas de Mustamäe) e a biodiversidade de Nõmme - Mustamäe.